# Quatorzième circonscription du Rhône
La quatorzième circonscription du Rhône est l'une des quatorze circonscriptions législatives françaises que compte la circonscription départementale du Rhône. Elle est située entièrement dans la métropole de Lyon depuis le 1er janvier 2015, et en région Auvergne-Rhône-Alpes depuis le 1er janvier 2016.

## Description
La circonscription regroupe depuis les élections législatives de 2012 les communes de Vénissieux, Corbas, Feyzin, Saint-Fons, Solaize et la partie ouest de Saint-Priest.
D'après l'Institut national de la statistique et des études économiques (Insee), et selon un rapport paru en amont des élections législatives de 2022, la population totale de la quatorzième circonscription du Rhône était de 146 873 habitants au 1er janvier 2019.
| Nom                         | Code Insee | Gentilé        | Superficie (km2) | Population (dernière pop. légale) | Densité (hab./km2) |
| --------------------------- | ---------- | -------------- | ---------------- | --------------------------------- | ------------------ |
| Vénissieux                  | 69259      | Vénissians     | 15,33            | 67 285 (2019)                     | 4 389              |
| Saint-Priest (partie ouest) | 69290      | San-priods     | 29,71 (commune)  | 35 887 (partie ouest - 2019)      | 1 580 (commune)    |
| Saint-Fons                  | 69199      | Saint-foniards | 6,06             | 19 617 (2019)                     | 3 237              |
| Corbas                      | 69273      | Corbasiens     | 11,88            | 11 196 (2019)                     | 942                |
| Feyzin                      | 69276      | Feyzinois      | 9,64             | 9 902 (2019)                      | 1 027              |
| Solaize                     | 69296      | Solaizards     | 8,10             | 2 986 (2019)                      | 369                |

## Liste des députés de la quatorzième circonscription du Rhône depuis 1958
| Législature | Début de mandat | Fin de mandat  | Député               | Parti politique | Observations |
| ----------- | --------------- | -------------- | -------------------- | --------------- | --- |
| Ire         | 9 décembre 1958 | 9 octobre 1962 | Édouard Charret      | UNR             | Mandat écourté à la suite d'une dissolution parlementaire décidée par Charles de Gaulle.                                                                       |
| IIe         | 6 décembre 1962 | 2 avril 1967   | Marcel Houël         | PCF             | Également maire de Vénissieux entre 1962 et 1985. |
| IIIe        | 3 avril 1967    | 30 mai 1968    | Marcel Houël         | PCF             | Également maire de Vénissieux entre 1962 et 1985. Mandat écourté à la suite d'une dissolution parlementaire décidée par Charles de Gaulle.                     |
| IVe         | 11 juillet 1968 | 1er avril 1973 | Marcel Houël         | PCF             | Également maire de Vénissieux entre 1962 et 1985. |
| Ve          | 2 avril 1973    | 2 avril 1978   | Marcel Houël         | PCF             | Également maire de Villeurbanne entre 1954 et 1977. |
| VIe         | 3 avril 1978    | 22 mai 1981    | Marcel Houël         | PCF             | Également maire de Villeurbanne entre 1954 et 1977. Mandat écourté à la suite d'une dissolution parlementaire décidée par François Mitterrand.                 |
| VIIe        | 2 juillet 1981  | 1er avril 1986 | Marie-Josèphe Sublet | PS              | |
| VIIIe       | 2 avril 1986    | 14 mai 1988    | Marie-Josèphe Sublet | PS              | Proportionnelle par département, pas de député par circonscription. Mandat écourté à la suite d'une dissolution parlementaire décidée par François Mitterrand. |
| IXe         | 23 juin 1988    | 1er avril 1993 | Marie-Josèphe Sublet | PS              | |
| Xe          | 2 avril 1993    | 21 avril 1997  | André Gerin          | PCF             | Mandat écourté à la suite d'une dissolution parlementaire décidée par Jacques Chirac.                                                                          |
| XIe         | 12 juin 1997    | 18 juin 2002   | André Gerin          | PCF             | |
| XIIe        | 19 juin 2002    | 19 juin 2007   | André Gerin          | PCF             | |
| XIIIe       | 20 juin 2007    | 19 juin 2012   | André Gerin          | PCF             | |
| XIVe        | 20 juin 2012    | 20 juin 2017   | Yves Blein           | PS              | |
| XVe         | 21 juin 2017    | 21 juin 2022   | Yves Blein           | LREM            | |
| XVIe        | 22 juin 2022    | 9 juin 2024    | Idir Boumertit       | LFI             | Mandat écourté à la suite d'une dissolution parlementaire décidée par Emmanuel Macron.                                                                         |
| XVIIe       | 8 juillet 2024  | En cours       | Idir Boumertit       | LFI             | |

## Résultats électoraux
Voici la liste des résultats des élections législatives dans la circonscription depuis le découpage électoral de 1986 :

### Élections de 1988
| Candidat       | Candidat                             | Parti           | Premier tour | Premier tour | Second tour | Second tour |  |
| Candidat       | Candidat                             | Parti           | Voix         | %            | Voix        | %           |  |
| -------------- | ------------------------------------ | --------------- | ------------ | ------------ | ----------- | ----------- |  |
|                | Marie-Josèphe Sublet sortante réélue | PS              | 9 543        | 34,96        | 14 068      | 100,00      |  |
|                | Charles Fiterman sortant             | PCF             | 8 037        | 29,44        | Retrait     | Retrait     |  |
|                | Maurice Joannon                      | FN              | 5 099        | 18,68        |             |             |  |
|                | Gabriel Paillasson                   | UDF (Rad) (URC) | 4 312        | 15,80        |             |             |  |
|                | Alain Martinez                       | Divers droite   | 306          | 1,12         |             |             |  |
|                |                                      |                 |              |              |             |             |  |
| Inscrits       | Inscrits                             | Inscrits        | 49 284       | 100,00       | 46 861      | 100,00      |  |
| Abstentions    | Abstentions                          | Abstentions     | 21 489       | 43,6         | 27 637      | 58,98       |  |
| Votants        | Votants                              | Votants         | 27 795       | 56,4         | 19 224      | 41,02       |  |
| Blancs et nuls | Blancs et nuls                       | Blancs et nuls  | 498          | 1,79         | 5 156       | 26,82       |  |
| Exprimés       | Exprimés                             | Exprimés        | 27 297       | 98,21        | 14 068      | 73,18       |  |

Le suppléant de Marie-Josèphe Sublet était Claude Cerutti.

### Élections de 1993
| Candidat       | Candidat                      | Parti          | Premier tour | Premier tour | Second tour | Second tour |  |
| Candidat       | Candidat                      | Parti          | Voix         | %            | Voix        | %           |  |
| -------------- | ----------------------------- | -------------- | ------------ | ------------ | ----------- | ----------- |  |
|                | Gérard Demont                 | RPR (UPF)      | 6 673        | 23,49        | 9 886       | 33,73       |  |
|                | André Gerin élu               | PCF            | 6 118        | 21,54        | 13 683      | 46,68       |  |
|                | Maurice Joannon               | FN             | 6 018        | 21,19        | 5 744       | 19,60       |  |
|                | Marie-Josèphe Sublet sortante | PS (ADFP)      | 4 910        | 17,29        |             |             |  |
|                | Louis Roux                    | Les Verts (EÉ) | 1 882        | 6,63         |             |             |  |
|                | Marie-France Barreiros        | LT-LNÉ         | 939          | 3,31         |             |             |  |
|                | Jean-Pierre Tardy             | LO             | 531          | 1,87         |             |             |  |
|                | Mokrane Kessi                 | Divers         | 440          | 1,55         |             |             |  |
|                | Gérard Vaysse                 | LCR            | 308          | 1,08         |             |             |  |
|                | Vincent Pomarès               | SÉGA           | 305          | 1,07         |             |             |  |
|                | Joëlle Bony                   | PT             | 281          | 0,99         |             |             |  |
|                | Alain Martinez                | Divers droite  | 0            | 0,00         |             |             |  |
|                |                               |                |              |              |             |             |  |
| Inscrits       | Inscrits                      | Inscrits       | 46 861       | 100,00       | 46 861      | 100,00      |  |
| Abstentions    | Abstentions                   | Abstentions    | 16 924       | 36,12        | 16 130      | 34,42       |  |
| Votants        | Votants                       | Votants        | 29 937       | 63,88        | 30 731      | 65,58       |  |
| Blancs et nuls | Blancs et nuls                | Blancs et nuls | 1 532        | 5,12         | 1 418       | 4,61        |  |
| Exprimés       | Exprimés                      | Exprimés       | 28 405       | 94,88        | 29 313      | 95,39       |  |

Le suppléant d'André Gerin était Jean-Claude Luscher, adjoint au maire de Saint-Fons.

### Élections de 1997
| Candidat       | Candidat                  | Parti          | Premier tour | Premier tour | Second tour | Second tour |  |
| Candidat       | Candidat                  | Parti          | Voix         | %            | Voix        | %           |  |
| -------------- | ------------------------- | -------------- | ------------ | ------------ | ----------- | ----------- |  |
|                | André Gerin sortant réélu | PCF            | 8 556        | 29,38        | 17 792      | 63,67       |  |
|                | Richard Mortai            | FN             | 7 194        | 24,70        | 10 153      | 36,33       |  |
|                | Réjane Ariagno-Baroche    | PS             | 4 649        | 15,96        |             |             |  |
|                | André Sardat              | RPR            | 4 554        | 15,64        |             |             |  |
|                | Paul Coste                | Les Verts      | 1 214        | 4,17         |             |             |  |
|                | Jean-Pierre Tardy         | LO             | 1 091        | 3,75         |             |             |  |
|                | Gaëtane Notargiacomo      | GÉ             | 733          | 2,52         |             |             |  |
|                | Bruno Perna               | LDI (MPF)      | 450          | 1,55         |             |             |  |
|                | Micheline Lucy            | LCR            | 386          | 1,33         |             |             |  |
|                | Joëlle Bony               | PT             | 294          | 1,01         |             |             |  |
|                |                           |                |              |              |             |             |  |
| Inscrits       | Inscrits                  | Inscrits       | 46 992       | 100,00       | 46 992      | 100,00      |  |
| Abstentions    | Abstentions               | Abstentions    | 16 837       | 35,83        | 16 330      | 34,75       |  |
| Votants        | Votants                   | Votants        | 30 155       | 64,17        | 30 662      | 65,25       |  |
| Blancs et nuls | Blancs et nuls            | Blancs et nuls | 1 034        | 3,43         | 2 717       | 8,86        |  |
| Exprimés       | Exprimés                  | Exprimés       | 29 121       | 96,57        | 27 945      | 91,14       |  |

La suppléante d'André Gerin était Anna Rocca, secrétaire de direction à Solaize.

### Élections de 2002
| Candidat       | Candidat                  | Parti                   | Premier tour | Premier tour | Second tour | Second tour |  |
| Candidat       | Candidat                  | Parti                   | Voix         | %            | Voix        | %           |  |
| -------------- | ------------------------- | ----------------------- | ------------ | ------------ | ----------- | ----------- |  |
|                | André Gerin sortant réélu | PCF (PS, PRG)           | 8 569        | 32,36        | 11 942      | 53,04       |  |
|                | André Sardat              | UMP                     | 5 801        | 21,91        | 10 574      | 46,96       |  |
|                | Liliane Boury             | FN                      | 5 166        | 19,51        |             |             |  |
|                | Ahmed Benferhat           | Les Verts               | 1 354        | 5,11         |             |             |  |
|                | Andrée Richard            | Divers droite           | 1 353        | 5,11         |             |             |  |
|                | Michèle Edery             | Divers gauche           | 1 298        | 4,90         |             |             |  |
|                | Françoise Chalons         | LCR                     | 678          | 2,56         |             |             |  |
|                | Martine Souvignet         | Pôle républicain        | 554          | 2,09         |             |             |  |
|                | Jean-Pierre Tardy         | LO                      | 453          | 1,71         |             |             |  |
|                | Serge Voyant              | RPF                     | 436          | 1,65         |             |             |  |
|                | France Gommet             | MNR                     | 280          | 1,06         |             |             |  |
|                | Yves Morel                | Divers écologiste (GÉ)  | 190          | 0,72         |             |             |  |
|                | Rémy Valero               | Divers écologiste (MÉI) | 145          | 0,55         |             |             |  |
|                | Joëlle Bony               | Extrême gauche (PT)     | 115          | 0,43         |             |             |  |
|                | Stéphane Dubois           | Extrême gauche          | 85           | 0,32         |             |             |  |
|                |                           |                         |              |              |             |             |  |
| Inscrits       | Inscrits                  | Inscrits                | 46 593       | 100,00       | 46 593      | 100,00      |  |
| Abstentions    | Abstentions               | Abstentions             | 19 583       | 42,03        | 23 012      | 49,39       |  |
| Votants        | Votants                   | Votants                 | 27 010       | 57,97        | 23 581      | 50,61       |  |
| Blancs et nuls | Blancs et nuls            | Blancs et nuls          | 533          | 1,97         | 1 065       | 4,52        |  |
| Exprimés       | Exprimés                  | Exprimés                | 26 477       | 98,03        | 22 516      | 95,48       |  |

La suppléante d'André Gerin était Michèle Picard, de Saint-Fons.

### Élections de 2007
| Candidat       | Candidat                  | Parti                  | Premier tour | Premier tour | Second tour | Second tour |  |
| Candidat       | Candidat                  | Parti                  | Voix         | %            | Voix        | %           |  |
| -------------- | ------------------------- | ---------------------- | ------------ | ------------ | ----------- | ----------- |  |
|                | Michel Denis              | UMP                    | 7 595        | 29,92        | 11 631      | 46,15       |  |
|                | André Gerin sortant réélu | PCF                    | 5 708        | 22,49        | 13 574      | 53,85       |  |
|                | Yves Blein                | PS                     | 4 577        | 18,03        |             |             |  |
|                | Saliha Mertani            | UDF–MoDem              | 1 976        | 7,78         |             |             |  |
|                | Yvan Benedetti            | FN                     | 1 645        | 6,48         |             |             |  |
|                | Christophe Girard         | MPF                    | 816          | 3,21         |             |             |  |
|                | Geneviève Soudan          | Les Verts              | 720          | 2,84         |             |             |  |
|                | Gérard Vaysse             | Extrême gauche (LCR)   | 503          | 1,98         |             |             |  |
|                | Michèle Edery             | Divers gauche          | 480          | 1,89         |             |             |  |
|                | Nadir Ben-Abbès           | Divers (PMF)           | 270          | 1,06         |             |             |  |
|                | Jean-Pierre Tardy         | Extrême gauche (LO)    | 249          | 0,98         |             |             |  |
|                | Annick Auberger           | Extrême droite (MNR)   | 192          | 0,76         |             |             |  |
|                | Alain Ruitton             | Divers écologiste (GÉ) | 149          | 0,59         |             |             |  |
|                | Marie-Gilberte Bossi      | NC                     | 123          | 0,48         |             |             |  |
|                | Christian Raynard         | Divers (FEA)           | 122          | 0,48         |             |             |  |
|                | Salah Ferkoune            | Extrême gauche (PT)    | 93           | 0,37         |             |             |  |
|                | Salim Lahlah              | Sans étiquette         | 93           | 0,37         |             |             |  |
|                | Mahfoud Galloul           | Sans étiquette         | 74           | 0,29         |             |             |  |
|                | Naïla Boughanmi           | Divers (RIC)           | 0            | 0,00         |             |             |  |
|                |                           |                        |              |              |             |             |  |
| Inscrits       | Inscrits                  | Inscrits               | 50 332       | 100,00       | 50 332      | 100,00      |  |
| Abstentions    | Abstentions               | Abstentions            | 24 519       | 48,71        | 24 274      | 48,23       |  |
| Votants        | Votants                   | Votants                | 25 813       | 51,29        | 26 058      | 51,77       |  |
| Blancs et nuls | Blancs et nuls            | Blancs et nuls         | 428          | 1,66         | 853         | 3,27        |  |
| Exprimés       | Exprimés                  | Exprimés               | 25 385       | 98,34        | 25 205      | 96,73       |  |

### Élections de 2012
| Candidat       | Candidat                | Parti               | Premier tour | Premier tour | Second tour | Second tour |  |
| Candidat       | Candidat                | Parti               | Voix         | %            | Voix        | %           |  |
| -------------- | ----------------------- | ------------------- | ------------ | ------------ | ----------- | ----------- |  |
|                | Yves Blein élu          | PS                  | 12 461       | 37,03        | 19 776      | 62,27       |  |
|                | Sandrine Ligoud         | RBM (FN)            | 7 269        | 21,60        | 12 119      | 38,00       |  |
|                | Christophe Girard       | Divers droite (UMP) | 5 866        | 17,43        |             |             |  |
|                | Michèle Picard          | FG (PCF)            | 4 612        | 13,70        |             |             |  |
|                | Zafer Girist            | EÉLV                | 1 015        | 3,02         |             |             |  |
|                | Saliha Mertani          | CpF (MoDem)         | 735          | 2,18         |             |             |  |
|                | Mounir Grami            | PAS                 | 556          | 1,65         |             |             |  |
|                | Maurice Iacovella       | AC                  | 382          | 1,14         |             |             |  |
|                | Marie-Christine Seemann | LO                  | 334          | 0,99         |             |             |  |
|                | Djida Tazdaït           | PRV                 | 169          | 0,50         |             |             |  |
|                | Jérémy Coste            | NC                  | 158          | 0,47         |             |             |  |
|                | Pierre Léglise          | S&P                 | 97           | 0,29         |             |             |  |
|                |                         |                     |              |              |             |             |  |
| Inscrits       | Inscrits                | Inscrits            | 70 147       | 100,00       | 70 147      | 100,00      |  |
| Abstentions    | Abstentions             | Abstentions         | 35 999       | 51,32        | 36 573      | 52,14       |  |
| Votants        | Votants                 | Votants             | 34 148       | 48,68        | 33 574      | 47,86       |  |
| Blancs et nuls | Blancs et nuls          | Blancs et nuls      | 494          | 1,45         | 1 679       | 5           |  |
| Exprimés       | Exprimés                | Exprimés            | 33 654       | 98,55        | 31 895      | 95          |  |

### Élections de 2017
| Candidat         | Candidat                | Parti          | Premier tour | Premier tour | Second tour | Second tour |
| Candidat         | Candidat                | Parti          | Voix         | %            | Voix        | %           |
| ---------------- | ----------------------- | -------------- | ------------ | ------------ | ----------- | ----------- |
|                  | Yves Blein*             | LREM           | 9 463        | 36,00        | 13 714      | 65,60       |
|                  | Damien Monchau          | FN             | 4 629        | 17,61        | 7 192       | 34,40       |
|                  | Benjamin Nivard         | LFI            | 3 835        | 14,59        |             |             |
|                  | Michèle Picard          | PCF            | 2 746        | 10,45        |             |             |
|                  | Maurice Iacovella       | UDI - LR       | 1 852        | 7,05         |             |             |
|                  | Adrien Drioli           | PS             | 1 109        | 4,22         |             |             |
|                  | Véronique Giromagny     | EELV           | 852          | 3,24         |             |             |
|                  | Franck Muller           | DLF            | 570          | 2,17         |             |             |
|                  | Marie-Christine Seemann | LO             | 347          | 1,32         |             |             |
|                  | Thierry Dussud          | CJ             | 275          | 1,05         |             |             |
|                  | Yacin Ayvali            | PEJ            | 255          | 0,97         |             |             |
|                  | Yassine El Hassak       | UPR            | 198          | 0,75         |             |             |
|                  | Valérie Bridon          | MDP            | 80           | 0,30         |             |             |
|                  | Yanis Marcoux           | SE             | 44           | 0,17         |             |             |
|                  | Saïda Estival           | M100%          | 32           | 0,12         |             |             |
|                  | Béatrice Decrept        | DVD            | 1            | 0,00         |             |             |
|                  | Lotfi Ben Khelifa       | PS             | 0            | 0,00         |             |             |
|                  |                         |                |              |              |             |             |
| Inscrits         | Inscrits                | Inscrits       | 74 276       | 100,00       | 74 256      | 100,00      |
| Abstentions      | Abstentions             | Abstentions    | 47 415       | 63,83        | 50 980      | 68,65       |
| Votants          | Votants                 | Votants        | 26 861       | 36,16        | 23 276      | 31,35       |
| Blancs et nuls   | Blancs et nuls          | Blancs et nuls | 573          | 2,14         | 2 370       | 10,18       |
| Exprimés         | Exprimés                | Exprimés       | 26 288       | 97,87        | 20 906      | 89,82       |
| * député sortant |                         |                |              |              |             |             |

### Élections de 2022
Les élections législatives françaises de 2022 ont eu lieu les dimanches 10 et 17 juin 2022. 
Début mai 2022, Taha Bouhafs journaliste et militant La France insoumise dévoile son intention de se présenter aux élections législatives. L'annonce de son investiture par la coalition de gauche de la Nouvelle Union populaire écologique et sociale (Nupes) provoque la polémique du fait de sa condamnation en première instance pour injure à caractère raciste et de son enracinement limité dans la circonscription. Fabien Roussel, premier secrétaire du Parti communiste français et membre de la Nupes, demande à La France insoumise de retirer son soutien à Taha Bouhafs et d'accorder l'investiture à la maire communiste de Vénissieux, Michèle Picard.
En réponse à la candidature de Taha Bouhafs, le parti Reconquête d'Éric Zemmour investit le syndicaliste policier Bruno Attal et le Rassemblement national investit Damien Monchau, également policier (membre des CRS), déjà candidat en 2017 pour le FN dans cette circonscription.
Dans la nuit du 9 au 10 mai, Taha Bouhafs publie sur les réseaux sociaux un communiqué où il annonce renoncer à sa candidature. Il est remplacé le lendemain par l'élu local Idir Boumertit, conseiller municipal de Vénissieux et conseiller métropolitain de Lyon.
| Résultats des élections législatives des 12 et 19 juin 2022 de la 14e circonscription du Rhône |                          |                          |                          |              |              |             |             |
| Candidat                                                                                       | Candidat                 | Parti et coalition       | Nuance                   | Premier tour | Premier tour | Second tour | Second tour |
| Candidat                                                                                       | Candidat                 | Parti et coalition       | Nuance                   | Voix         | %            | Voix        | %           |
|                                                                                                | Idir Boumertit           | LFI (NUPES)              | NUP                      | 9 626        | 35,76        | 13 798      | 56,69       |
|                                                                                                | Yves Blein               | LREM (ENS)               | ENS                      | 6 857        | 25,47        | 10 540      | 43,31       |
|                                                                                                | Damien Monchau           | RN                       | RN                       | 5 846        | 21,71        |             |             |
|                                                                                                | Bruno Attal              | REC                      | REC                      | 1 449        | 5,38         |             |             |
|                                                                                                | Camila Salmi             | EAC                      | ECO                      | 697          | 2,59         |             |             |
|                                                                                                | Olivier Minoux           | LO                       | DXG                      | 484          | 1,80         |             |             |
|                                                                                                | Martin Egron             | LP (UPF)                 | DSV                      | 455          | 1,69         |             |             |
|                                                                                                | Mokrane Kessi            | AC (ÉMP)                 | DVC                      | 448          | 1,66         |             |             |
|                                                                                                | Farid Omeir              | UDMF                     | DIV                      | 397          | 1,47         |             |             |
|                                                                                                | Yalcin Ayvali            | UCIV                     | DIV                      | 343          | 1,27         |             |             |
|                                                                                                | Delphine Palluy          | PA                       | ECO                      | 320          | 1,19         |             |             |
| Votes valides                                                                                  | Votes valides            | Votes valides            | Votes valides            | 26 922       | 97,67        | 24 338      | 93,04       |
| Votes blancs                                                                                   | Votes blancs             | Votes blancs             | Votes blancs             | 441          | 1,60         | 1 201       | 4,59        |
| Votes nuls                                                                                     | Votes nuls               | Votes nuls               | Votes nuls               | 200          | 0,73         | 619         | 2,37        |
| Total                                                                                          | Total                    | Total                    | Total                    | 27 563       | 100          | 26 158      | 100         |
| Abstention                                                                                     | Abstention               | Abstention               | Abstention               | 48 298       | 63,67        | 49 734      | 65,53       |
| Inscrits / participation                                                                       | Inscrits / participation | Inscrits / participation | Inscrits / participation | 75 861       | 36,33        | 75 892      | 34,47       |

### Elections de 2024
| Candidat                 | Candidat                 | Parti et coalition       | Nuance                   | Premier tour | Premier tour | Second tour | Second tour |
| Candidat                 | Candidat                 | Parti et coalition       | Nuance                   | Voix         | %            | Voix        | %           |
| ------------------------ | ------------------------ | ------------------------ | ------------------------ | ------------ | ------------ | ----------- | ----------- |
|                          | Idir Boumertit           | LFI (NFP)                | UG                       | 21 854       | 48,78        | 26 974      | 65,03       |
|                          | Cédric Mermet            | RN                       | RN                       | 12 637       | 28,21        | 14 508      | 34,97       |
|                          | Ludovic Almeras          | RE (ENS)                 | ENS                      | 6 996        | 15,62        |             |             |
|                          | David Mazzone            | LR (UDC)                 | LR                       | 2 059        | 4,60         |             |             |
|                          | Olivier Minoux           | LO                       | EXG                      | 815          | 1,82         |             |             |
|                          | Blandine Riha            | REC                      | REC                      | 437          | 0,98         |             |             |
|                          |                          |                          |                          |              |              |             |             |
| Votes valides            | Votes valides            | Votes valides            | Votes valides            | 44 798       | 97,83        | 41 482      | 92,56       |
| Votes blancs             | Votes blancs             | Votes blancs             | Votes blancs             | 655          | 1,43         | 2 553       | 5,70        |
| Votes nuls               | Votes nuls               | Votes nuls               | Votes nuls               | 339          | 0,74         | 780         | 1,74        |
| Total                    | Total                    | Total                    | Total                    | 45 792       | 100          | 44 815      | 100         |
| Abstention               | Abstention               | Abstention               | Abstention               | 30 780       | 40,20        | 31 787      | 41,50       |
| Inscrits / participation | Inscrits / participation | Inscrits / participation | Inscrits / participation | 76 572       | 59,80        | 76 602      | 58,50       |